# Botsorhel
Botsorhel (bret. Bodsorc'hel) – miejscowość i gmina we Francji, w regionie Bretania, w departamencie Finistère.
Według danych na rok 1990 gminę zamieszkiwało 568 osób, a gęstość zaludnienia wynosiła 22 osoby/km² (wśród 1269 gmin Bretanii Botsorhel plasuje się na 795. miejscu pod względem liczby ludności, natomiast pod względem powierzchni na miejscu 356.).